# Angelica Moser
Angelica Moser (* 9. Oktober 1997 in Plano, Texas, USA) ist eine Schweizer Stabhochspringerin. Sie hält den Schweizer Freiluft-Rekord und die Schweizer Juniorenrekorde Indoor und Outdoor sowie die Allzeitbestleistungen der U23-, U20-, U18-, U16- und U14-Kategorien.

## Persönliches
Im Juli 2016 schloss die Andelfingerin Angelica Moser das Kunst- und Sportgymnasium Rämibühl in Zürich mit der Matur ab. Im Herbst 2017 begann sie ein Betriebswirtschaftsstudium an der Universität Bern. Ihr Vater ist Severin Moser, früherer Zehnkämpfer, ihre Mutter Monika Moser, frühere Siebenkämpferin. Angelicas ältere Schwester Jasmine war in ihrer Jugend auch Stabhochspringerin.

## Karriere
2013 feierte Moser ihren ersten internationalen Erfolg: Beim European Youth Olympic Festival holte sie mit 4,07 m Gold. 2014 siegte sie mit 4,36 m bei den Olympischen Jugendspielen in Nanjing. Ende 2014 gab sie ihren Wechsel vom LV Winterthur zum LC Zürich bekannt, wo ihr Hochsprungtrainer Herbert Czingon engagiert wurde.
2015 schied Moser bei den Halleneuropameisterschaften in Prag in der Qualifikation aus. Einem Sieg bei den Junioreneuropameisterschaften in Eskilstuna folgte ein Vorrundenaus bei den Weltmeisterschaften in Peking.
2016 erreichte sie in Dornbirn mit 4,50 m die geforderte Mindesthöhe für die Olympischen Spiele in Rio de Janeiro. Bei den Europameisterschaften 2016 in Amsterdam erreichte sie den Final und belegte den 7. Schlussrang. Bei den Juniorenweltmeisterschaften in Bydgoszcz gewann sie die Goldmedaille. Sie ist damit nach Anita Weyermann erst die zweite Schweizer Juniorenweltmeisterin. Bei den Olympischen Spielen in Rio de Janeiro schaffte sie die Qualifikation für den Finalumgang hingegen nicht. Sie übertraf dabei aber den 27. Platz, den ihr Vater 1988 als Zehnkämpfer erreicht hatte.
2017 erzielte sie im Final bei den Halleneuropameisterschaften in Belgrad den elften Platz mit übersprungenen 4,40 m. Bei den U23-Europameisterschaften im polnischen Bydgoszcz gewann sie die Goldmedaille mit übersprungenen 4,55 m und setzte sich damit klar gegen Maryna Kylypko aus der Ukraine durch. Bei den Weltmeisterschaften in London schied sie mit 4,50 m in der Qualifikation aus.
2018 musste sie wegen einer Fussverletzung mehrere Monate pausieren. Danach wurde sie Schweizer Meisterin, schied jedoch bei den Europameisterschaften in Berlin bereits in der Qualifikation aus.
2019 verpasste sie bei den Europameisterschaften nur ganz knapp – wegen eines Fehlversuchs mehr – die Bronzemedaille. Sie wurde wie zwei Jahre zuvor U23-Europameisterin und konnte sich anschliessend bei den Weltmeisterschaften in Doha erstmals bei einer WM für den Final qualifizieren. Dort übersprang sie die Einstiegshöhe von 4,50 m, scheiterte dann aber an der Höhe von 4,70 m, die über ihrer persönlichen Bestleistung lag. Sie belegte am Schluss den 13. Rang.
Im Jahr 2020 fanden aufgrund der Covid-19-Pandemie nur wenige Wettkämpfe und keine Grossveranstaltungen statt. Moser gewann im Februar die Schweizer Meisterschaften in der Halle. Anschliessend bestritt sie, auch wegen einer sechswöchigen Verletzungspause, erst wieder im August und September Wettkämpfe. Sie nahm an mehreren Meetings in der Schweiz und an den Schweizer Meisterschaften im Freien teil und zeigte sich dabei in guter Form: Es gelang ihr zweimal, ihre persönliche Bestleistung zu verbessern, auf 4,64 bzw. 4,66 m. Am Ende der Saison wurde ihr Trainer Herbert Czingon, mit dem sie seit 2013 zusammengearbeitet hatte, pensioniert. In einem Interview mit der SonntagsZeitung machte Moser öffentlich, dass sie während Jahren an der Essstörung «Binge Eating» – Essanfälle, ohne danach zu erbrechen – litt, die sie mithilfe einer Therapie überwunden habe.
Anfang 2021 wurde bekannt, dass Moser zukünftig mit Damien Inocencio als Trainer zusammenarbeiten werde. Dieser hatte zuvor unter anderem Renaud Lavillenie betreut und diesen zu seinem Olympiasieg geführt. Zwischenzeitlich war Moser von der Nationaltrainerin Nicole Büchler trainiert worden. Beim ersten Wettkampf unter Betreuung von Inocencio konnte sie gleich ihren bis dahin grössten Erfolg feiern: Am 6. März gewann sie mit einer neuen Bestleistung von 4,75 m den Europameistertitel in der Halle. Es war dies ihr erster grosser Titel bei der Elite. Am Anfang des Wettkampfs bekundete sie noch etwas Mühe, die 4,60 und 4,65 m übersprang sie jeweils erst im dritten Versuch; die 4,70 m gelangen ihr dann gleich im ersten Versuch und die 4,75 m im zweiten Anlauf. Sie hatte damit an demselben Wettkampf gleich zweimal ihre persönliche Bestleistung verbessert, welche nunmehr nur noch 5 Zentimeter unter dem Schweizer Rekord von Nicole Büchler lag. Die Vorbereitungen auf die Olympischen Spiele in Tokio verliefen danach nicht optimal: Ende April verletzte sich Moser im Training am Oberschenkel, bei einer Übung zur Verbesserung der Anlaufgeschwindigkeit. Bei den Schweizer Meisterschaften, die sie souverän gewann, musste sie bei ihrem letzten Sprung den Stab loslassen, der in der Folge an ihren Arm schlug. Sie verletzte sich am linken Unterarm und am Gelenk des rechten Daumens, erlitt jedoch keinen Bruch. Dennoch musste sie aufgrund der Schmerzen das Training erneut aussetzen. Bei den Spielen selbst erlebte sie eine grosse Enttäuschung: Nachdem sie in der Qualifikation die 4,40 im zweiten Versuch gemeistert hatte, scheiterte sie an der Qualifikationshöhe von 4,55 m und schied aus. Der Wettkampf hatte unter schwierigen Bedingungen stattgefunden: Starker Regen machte eine längere Unterbrechung des Wettkampfs notwendig. Zehn Tage nach den Olympischen Spielen verletzte sich Moser im Training, als bei einem Sprungversuch ein Stab brach. Sie zog sich Muskelverletzungen am Rücken und im Brustbereich und einen kleinen Pneumothorax zu. Sie brach darauf die Saison ab. Wie erst später bekannt wurde, trennte sie sich im August 2021 von ihrem Trainer Damien Inocencio, der aus familiären Gründen nach Frankreich umzog. Moser entschied sich, in ihrem gewohnten Umfeld in der Schweiz zu bleiben. Seither ist Nicole Büchler ihre Haupttrainerin.
Im März 2022 wurde Moser an den Hallenweltmeisterschaften in Belgrad Vierte. Sie übersprang 4,60 m im ersten Versuch und durfte lange auf eine Medaille hoffen, scheiterte jedoch dreimal an der Höhe von 4,70 m. Ende April wurde sie durch einen Muskelfaserriss im Training zurückgeworfen und musste den Start in die Freiluftsaison verschieben. Ende Juni gewann Moser schliesslich ihren sechsten Schweizer Meistertitel und wurde für die Weltmeisterschaften in Eugene nominiert. Dort überstand sie nur knapp die Qualifikation, steigerte sich aber im Final und erreichte mit dem 8. Platz ihr bislang bestes Ergebnis bei Weltmeisterschaften. Bei den Europameisterschaften in München belegte sie mit 4,55 m den vierten Platz. Für eine Medaille wären 4,75 m erforderlich gewesen. Im Anschluss an die Saison unterzog sich Moser einer Operation am Fuss: Ein losgelöstes Knorpelstück wurde entfernt.
Auf die Saison 2023 hin verpflichtete Moser Adrian Rothenbühler als Haupttrainer, Nicole Büchler ist weiterhin für das Techniktraining zuständig. Nachdem die Heilung des operierten Fusses zunächst optimal verlaufen war, machten sich kurz vor dem Saisonstart Ende Januar Schmerzen bemerkbar, weswegen Moser auf die ersten Wettkämpfe der neuen Saison verzichten musste. Mit Trainingsrückstand bestritt sie Ende Februar die Hallen-Schweizer-Meisterschaften, wo sie ihren siebten Titel in Folge errang. Anfang März nahm sie an den Halleneuropameisterschaften in Istanbul teil. Sie beendete den Wettkampf mit übersprungenen 4,45 m auf dem 6. Platz und konnte somit ihren Titel nicht verteidigen. Im Juni nahm Moser mit der Schweiz an den European Games, den Team-Europameisterschaften, teil. Sie erreichte in ihrem Wettkampf den zweiten Platz in der höchsten Division und den dritten in der Gesamtwertung aller Divisionen. Damit gewann sie eine Bronzemedaille und steuerte wichtige Punkte dazu bei, dass sich die Schweiz als 12. in der ersten Division halten konnte. Im Juli gewann Moser bei den Freiluft-Schweizer-Meisterschaften in Bellinzona mit übersprungenen 4,55 m den Titel. Anfang August gewann sie die Goldmedaille bei den World University Games in Chengdu. Am 23. August 2023 belegte sie mit übersprungenen 4,75 m den 5. Platz bei den Weltmeisterschaften in Budapest unter Einstellung ihrer persönlichen Bestleistung.
Im Jahr 2024 konnte Moser an ihre Leistung bei den Weltmeisterschaften anknüpfen und, da sie verletzungsfrei blieb, diese weiter steigern. Im März sprang sie bei den Hallenweltmeisterschaften in Budapest erneut 4,75 m und wurde Vierte. Im Mai 2024 gewann sie in Marrakesch erstmals ein Diamond-League-Meeting. Sie ist damit die erst siebte Schweizerin, der das gelang. Im Juni wurde sie in Rom mit übersprungenen 4,78 m Europameisterin. Es war die insgesamt zehnte Goldmedaille, die die Schweiz an Europameisterschaften gewinnen konnte. Moser ist die erste Schweizer Leichtathletin, die in einer technischen Disziplin siegen konnte. Zugleich egalisierte sie den Schweizer Freiluft-Rekord von Nicole Büchler. Am Diamond-League-Meeting in Monaco verbesserte sie am 12. Juli 2024 den Schweizer Rekord um 10 Zentimeter auf 4,88 m. Bei den Olympischen Spielen 2024 in Paris wurde sie mit übersprungenen 4,80 m Vierte. Es ist dies das bislang beste Ergebnis einer Schweizer Leichtathletin bei Olympischen Spielen. Am Ende der Saison qualifizierte sie sich erstmals für den Diamond-League-Final.
Bei den Halleneuropameisterschaften 2025 in Apeldoorn gewann sie mit übersprungenen 4,80 m die Goldmedaille. Zwei Wochen später gewann sie bei den Hallenweltmeisterschaften in Nanjing die Bronzemedaille mit übersprungenen 4,70 m, obwohl sie sich zwei Tage zuvor im Training die Bänder am Fuss verletzt hatte. Die Verletzung stellte sich im Nachhinein als mehrfacher Bänderriss heraus, der sie zu einer mehrwöchigen Pause zwang. Sie nahm erst Ende Mai beim Diamond-League-Meeting in Rabat wieder an einem Wettkampf teil und wurde dort mit übersprungenen 4,50 m Fünfte.

## Abschneiden bei grossen Wettkämpfen
| Jahr | Wettbewerb                              | Austragungsort | Rang    | Besthöhe |
| ---- | --------------------------------------- | -------------- | ------- | -------- |
| 2013 | Europäisches Olympisches Jugendfestival | Utrecht        | 1.      | 4,07 m   |
| 2014 | Olympische Jugendspiele                 | Nanjing        | 1.      | 4,36 m   |
| 2015 | Halleneuropameisterschaften             | Prag           | 21. (Q) | 4,10 m   |
| 2015 | Junioreneuropameisterschaften           | Eskilstuna     | 1.      | 4,35 m   |
| 2015 | Weltmeisterschaften                     | Peking         | 25. (Q) | 4,15 m   |
| 2016 | Europameisterschaften                   | Amsterdam      | 7.      | 4,45 m   |
| 2016 | Juniorenweltmeisterschaften             | Bydgoszcz      | 1.      | 4,55 m   |
| 2016 | Olympische Spiele                       | Rio de Janeiro | 23. (Q) | 4,45 m   |
| 2017 | Halleneuropameisterschaften             | Belgrad        | 11.     | 4,40 m   |
| 2017 | U23-Europameisterschaften               | Bydgoszcz      | 1.      | 4,55 m   |
| 2017 | Weltmeisterschaften                     | London         | 13. (Q) | 4,50 m   |
| 2018 | Europameisterschaften                   | Berlin         | (Q)     | 4,20 m   |
| 2019 | Halleneuropameisterschaften             | Glasgow        | 4.      | 4,65 m   |
| 2019 | U23-Europameisterschaften               | Gävle          | 1.      | 4,56 m   |
| 2019 | Weltmeisterschaften                     | Doha           | 13.     | 4,50 m   |
| 2021 | Halleneuropameisterschaften             | Toruń          | 1.      | 4,75 m   |
| 2021 | Olympische Spiele                       | Tokio          | 20. (Q) | 4,40 m   |
| 2022 | Hallenweltmeisterschaften               | Belgrad        | 4.      | 4,60 m   |
| 2022 | Weltmeisterschaften                     | Eugene         | 8.      | 4,60 m   |
| 2022 | Europameisterschaften                   | München        | 4.      | 4,55 m   |
| 2023 | Halleneuropameisterschaften             | Istanbul       | 6.      | 4,45 m   |
| 2023 | World University Games                  | Chengdu        | 1.      | 4,62 m   |
| 2023 | Weltmeisterschaften                     | Budapest       | 5.      | 4,75 m   |
| 2024 | Hallenweltmeisterschaften               | Glasgow        | 4.      | 4,75 m   |
| 2024 | Europameisterschaften                   | Rom            | 1.      | 4,78 m   |
| 2024 | Olympische Spiele                       | Paris          | 4.      | 4,80 m   |
| 2025 | Halleneuropameisterschaften             | Apeldoorn      | 1.      | 4,80 m   |
| 2025 | Hallenweltmeisterschaften               | Nanjing        | 3.      | 4,70 m   |

Q=Rangierung in der Qualifikation

## Persönliche Bestleistungen
- Stabhochsprung:
  - Outdoor: 4,88 m, 12. Juli 2024, Monaco (Schweizer Rekord)
  - Halle: 4,80 m, 8. März 2025, Apeldoorn

## Auszeichnungen
- 2014: Youngster des Jahres swiss athletics[2]
- 2014: Frauenfelder Sportler des Jahres
- 2014: 2. Rang European Athletics Rising Star
- 2015: Sportpreis der Stadt Zürich Kategorie Nachwuchs
- 2016: Youngster des Jahres swiss athletics
- 2019: Swiss Athletics Award von Swiss Athletics für ihre 7 Siege an 7 Nachwuchs-Grossanlässen in 7 Jahren[43]
- 2023: Sportpreis der Stadt Zürich Kategorie Einzelsport/Team[44]